# Uproszczone pismo chińskie
Uproszczone pismo chińskie (chiń. upr. 简体字; chiń. trad. 簡體字; pinyin jiǎntǐzì) – odmiana pisma chińskiego, używana oficjalnie w Chińskiej Republice Ludowej, a także w Singapurze.
Systematycznego uproszczenia podjęto się w ChRL w latach 50. XX wieku, chociaż pierwsze głosy apelujące o stworzenie systemu pisma łatwiejszego dla przeciętnego człowieka pojawiały się już pod koniec XIX wieku. Celem reformy było ułatwienie nauki pisma i walka z analfabetyzmem. Ostatecznie, na przestrzeni niemal dekady, uproszczono ok. 50 procent najpopularniejszych znaków chińskich, czego efekty opublikowano w pierwszej „Ogólnej Standardowej Tabeli Znaków Chińskich” (chiń. upr. 通用规范汉字表; pinyin tōngyòng guīfàn hànzì biǎo) w 1964 roku. Aktualna „Ogólna Tabela” została uchwalona i opublikowana w 2013 roku, i zawiera 8105 znaków.
Za wzór wielu uproszczeniom posłużyły formy znaków tradycyjnego pisma trawiastego. W wielu przypadkach uproszczenie zatarło jednak pierwotne zależności między znakami – dwa różne tradycyjne znaki czasem przechodzą w jeden uproszczony, a podobne – przechodzą w całkiem różne. Może to powodować pomyłki, a także trudności w czytaniu.
Pismo tradycyjne, takie jak przed reformą, używane jest w Republice Chińskiej (Tajwan), Hongkongu i Makau. Spotkać się z nim można także w Chinach kontynentalnych, a także w Japonii, Wietnamie i Korei, w szczególności w świątyniach i obiektach historycznych. Ponieważ zapis tradycyjny uważany jest za bardziej elegancki, używany jest m.in. w kaligrafii (dziedzina sztuki) i różnego rodzaju prestiżowych wydawnictwach.
Przykład tekstu w piśmie uproszczonym:
波兰位于欧洲中部，西与德国为邻，南与捷克、斯洛伐克接壤，东邻俄罗斯、立陶宛、白俄罗斯、乌克兰，北濒波罗的海。
Tłumaczenie: Polska położona jest w Europie Środkowej, na zachodzie sąsiaduje z Niemcami, na południu z Czechami i Słowacją, na wschodzie z Rosją, Litwą, Białorusią, Ukrainą, a od północy przylega do Morza Bałtyckiego.

## Przykłady uproszczeń
| Znak tradycyjny | Znak uproszczony | Wymowa (hanyu pinyin) i znaczenie                                                           |
| --------------- | ---------------- | ------------------------------------------------------------------------------------------- |
| 發              | 发               | fā; wysyłać, rozwijać, okazywać, wystawiać itd.                                             |
| 髮              | 发               | fà; włosy                                                                                   |
| 見              | 见               | jiàn; zobaczyć, spotkać                                                                     |
| 體              | 体               | tǐ; ciało, forma, system                                                                    |
| 貝              | 贝               | bèi; muszla, kosztowności                                                                   |
| 車              | 车               | chē; wóz, pojazd                                                                            |
| 電              | 电               | diàn; piorun, elektryczny, elektryczność                                                    |
| 長              | 长               | cháng; długość, długi, zawsze, stale zhǎng; 1) szef, kierownik, starszy 2) rosnąć, rozwijać |
| 門              | 门               | mén; drzwi, wrota, oddział                                                                  |
| 選              | 选               | xuǎn; wybrać, wybierać                                                                      |
| 韋              | 韦               | wéi; (nazwisko), miękka skóra                                                               |
| 讓              | 让               | ràng; prosić, pozwalać, musieć                                                              |
| 風              | 风               | fēng; wiatr, obyczaj, moda                                                                  |
| 飛              | 飞               | fēi; latać                                                                                  |
| 東              | 东               | dōng; wschód                                                                                |
| 馬              | 马               | mǎ; koń (nazwisko)                                                                          |
| 樂              | 乐               | lè; radość, śmiech (nazwisko) yuè; muzyka (nazwisko)                                        |
| 鳥              | 乌               | wū; kruk, czarny                                                                            |
| 麥              | 麦               | mài; zboże (nazwisko)                                                                       |
| 塵              | 尘               | chén; ziemia, pył                                                                           |
| 齊              | 齐               | qí; (nazwisko), równy, gładki, wyrównać, wygładzić                                          |
| 齒              | 齿               | chǐ; ząb                                                                                    |
| 龍              | 龙               | lóng; smok, nazwisko                                                                        |
| 龜              | 龟               | guī; żółw                                                                                   |

## Uproszczenia znaków chińskich w Japonii
Uproszczenia wielu znaków chińskich dokonano po II wojnie światowej również w Japonii w sposób niezależny od Chińskiej Republiki Ludowej (ChRL). Niektóre z powstałych znaków mogą być identyczne z uproszczonymi znakami używanymi w ChRL, np. 学　(uczyć się) inne zaś zupełnie różne, np. na bazie tradycyjnego znaku 龍 powstały niezależnie od siebie japoński znak 竜, oraz uproszczony chiński znak 龙 (smok).